# Kaiser (cráter)

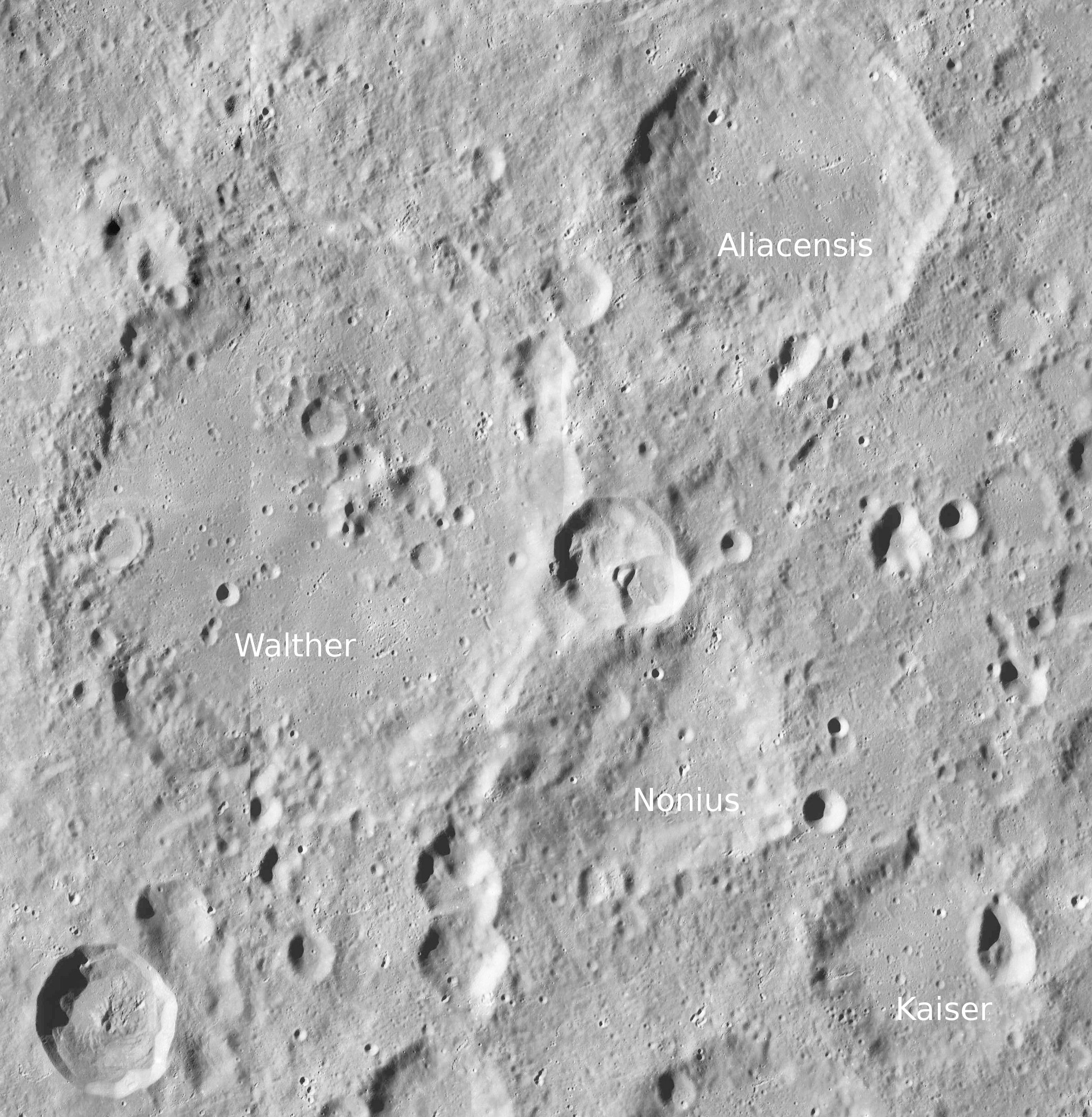
Localización de Kaiser (Imagen LRO)

Kaiser es un cráter de impacto localizado en el hemisferio sur de la cara visible de la Luna. El cráter está casi unido al borde noreste del cráter ligeramente más grande Fernelius, y los dos están separados por una extensión irregular de terreno con solo unos pocos kilómetros de ancho. Al noroeste de Kaiser se encuentra Nonius, un cráter muy erosionado.
El borde del  cráter aparece muy desgastado por la erosión de impactos sucesivos, mostrando un perfil generalmente suavizado y redondeado. Partes de la pared interior del sur presentan hendiduras, y el cráter satélite alargado Kaiser A atraviesa el brocal por su lado este. El suelo interior de Kaiser carece relativamente de rasgos distintivos, estando marcado solamente por algunos cráteres minúsculos.

## Cráteres satélite
Por convención estos elementos son identificados en los mapas lunares poniendo la letra en el lado del punto medio del cráter que está más cercano a Kaiser.
|        | \| Kaiser \| Coordenadas \| Diámetro \| \| ------ \| --------------------------- \| ---------- \| \| A \| 36°18′S 7°18′E / -36.3, 7.3 \| 20 × 14 km \| \| B \| 36°18′S 5°36′E / -36.3, 5.6 \| 6 km \| \| C \| 36°30′S 9°42′E / -36.5, 9.7 \| 12 km \| \| D \| 37°00′S 7°24′E / -37.0, 7.4 \| 5 km \| \| E \| 34°54′S 7°06′E / -34.9, 7.1 \| 5 km \| \| R \| 34°18′S 7°12′E / -34.3, 7.2 \| 4 km \| |            |
| Kaiser | Coordenadas | Diámetro   |
| A      | 36°18′S 7°18′E / -36.3, 7.3 | 20 × 14 km |
| B      | 36°18′S 5°36′E / -36.3, 5.6 | 6 km       |
| C      | 36°30′S 9°42′E / -36.5, 9.7 | 12 km      |
| D      | 37°00′S 7°24′E / -37.0, 7.4 | 5 km       |
| E      | 34°54′S 7°06′E / -34.9, 7.1 | 5 km       |
| R      | 34°18′S 7°12′E / -34.3, 7.2 | 4 km       |